# Autogneta longilamellata
Autogneta longilamellata är en kvalsterart som först beskrevs av Michael 1885.  Autogneta longilamellata ingår i släktet Autogneta och familjen Autognetidae.

## Underarter
Arten delas in i följande underarter:
- A. l. longilamellata
- A. l. intermedia